# Phaselia phaeoleucaria
Phaselia phaeoleucaria là một loài bướm đêm trong họ Geometridae.